# ISO 3166-2:GN
Die Liste der ISO-3166-2-Codes für  Guinea enthält die Codes für die 7 Regionen (gouvernorats), 33 Präfekturen (préfectures) und die Hauptstadt Conakry.

Die Codes bestehen aus zwei Teilen, die durch einen Bindestrich voneinander getrennt sind. Der erste Teil gibt den Landescode gemäß ISO 3166-1 (für  Guinea GN), der zweite den Code für die Präfektur wieder.
Die aktuellen Codes stehen auf der Seite der ISO unter #iso:code:3166:GN zur Verfügung.

Bei der Änderung im zweiten Newsletter (ISO 3166-2:2002-05-21) wurde der Status der Hauptstadt Conakry von einer Region zur Stadt (ville) festgelegt.

## Kodierliste

Regionen von Guinea

### Hauptstadt und Regionen
| Hauptstadt* und Regionen | Code |
| ------------------------ | ---- |
| Conakry*                 | GN-C |
| Boké                     | GN-B |
| Faranah                  | GN-F |
| Kankan                   | GN-K |
| Kindia                   | GN-D |
| Labé                     | GN-L |
| Mamou                    | GN-M |
| Nzérékoré                | GN-N |

### Präfekturen
| Präfektur   | Code  |
| ----------- | ----- |
| Beyla       | GN-BE |
| Boffa       | GN-BF |
| Boké        | GN-BK |
| Coyah       | GN-CO |
| Dabola      | GN-DB |
| Dinguiraye  | GN-DI |
| Dalaba      | GN-DL |
| Dubréka     | GN-DU |
| Faranah     | GN-FA |
| Forécariah  | GN-FO |
| Fria        | GN-FR |
| Gaoual      | GN-GA |
| Guéckédou   | GN-GU |
| Kankan      | GN-KA |
| Koubia      | GN-KB |
| Kindia      | GN-KD |
| Kérouané    | GN-KE |
| Koundara    | GN-KN |
| Kouroussa   | GN-KO |
| Kissidougou | GN-KS |
| Labé        | GN-LA |
| Lélouma     | GN-LE |
| Lola        | GN-LO |
| Macenta     | GN-MC |
| Mandiana    | GN-MD |
| Mali        | GN-ML |
| Mamou       | GN-MM |
| Nzérékoré   | GN-NZ |
| Pita        | GN-PI |
| Siguiri     | GN-SI |
| Télimélé    | GN-TE |
| Tougué      | GN-TO |
| Yomou       | GN-YO |